# Ojciec Goriot
Ojciec Goriot (fr. Le Père Goriot) – powieść napisana w 1835 przez francuskiego pisarza Honoriusza Balzaka, wchodząca w skład części Sceny z życia prywatnego jego cyklu powieści Komedia ludzka. Akcja powieści jest osadzona w Paryżu w roku 1819. W fabule przeplatają się losy trzech bohaterów: zaślepionego miłością do swoich córek starca Goriot, tajemniczego kryminalisty ukrywającego się jako Vautrin i ambitnego studenta prawa, Eugeniusza Rastignaca.
Powieść jest powszechnie uznawana za najważniejsze dokonanie Balzaka. Pierwotnie była wydawana we fragmentach podczas zimy 1834/1835. W niej autor po raz pierwszy wykorzystał postaci, które wystąpiły w innych książkach. To technika, która wyróżnia twórczość Balzaka i czyni Komedię ludzką wyjątkową w jego dorobku. Powieść jest również uznanym przykładem jego realistycznego stylu, z użyciem drobnych szczegółów do nakreślenia postaci i kontekstu.
Składające się na akcję wydarzenia toczą się w okresie restauracji Burbonów, która wywołała głębokie przemiany w społeczeństwie francuskim. Walka jednostek o zapewnienie sobie miejsca w klasie wyższej jest w książce wszechobecna. Paryż jako miasto również wyciska piętno na bohaterach – zwłaszcza na młodym Rastignacu, który dorastał na prowincji w południowej Francji. Balzac analizuje, poprzez postać ojca Goriota oraz inne, istotę rodziny i małżeństwa, pesymistycznie ukazując funkcjonowanie tych instytucji społecznych.
Ojciec Goriot spotkał się z mieszanym przyjęciem. Niektórzy krytycy pochwalali autora za jego kompleksowe ujęcie postaci i wagę przywiązywaną do szczegółów. Inni potępiali go za zbytnie nagromadzenie opisów zepsucia i chciwości. Jako ulubiona książka Balzaka, szybko zdobyła szeroką popularność i zyskała liczne adaptacje teatralne i filmowe. Z niej wzięło się francuskie wyrażenie Rastignac, określające osobę gotową zdobyć się na wszystko by polepszyć swoją pozycję społeczną.

## Tło

### Tło historyczne
Fabuła Ojca Goriota rozpoczyna się w 1819 roku, wkrótce po porażce Napoleona pod Waterloo i przywróceniu na tron Francji dynastii Burbonów. W tamtym czasie wzrastało napięcie między arystokracją, przywróconą przez Ludwika XVIII, a burżuazją wykształconą podczas rewolucji przemysłowej. We Francji dochodziło do zaostrzenia kontrastów społecznych. Niższa klasa pogrążała się w przytłaczającej biedzie. Według niektórych szacunków, niemal trzy czwarte paryżan nie zarabiało 500-600 franków niezbędnych do zapewnienie minimalnego standardu życia. Jednocześnie sytuacja po przewrocie politycznym sprzyjała mobilności społecznej. Osiągnęła ona stopień, który był nie do pomyślenia wcześniej podczas ancien régime. Jednostki gotowe przystosować się do zasad panujących w nowym społeczeństwie mogły niekiedy wspiąć się na wysokie pozycje mimo skromnego pochodzenia, ku niezadowoleniu dotychczasowej warstwy bogaczy.

### Tło literackie
Zanim Balzac rozpoczął pisanie Ojca Goriota w 1834, miał już na swoim koncie kilka opublikowanych pozycji, między innymi cykl wydanych pod pseudonimem podrzędnych powiastek. Pierwszą powieść pod swoim nazwiskiem – Szuanie – wydał w 1829. Następne publikacje to Ludwik Lambert (1832), Pułkownik Chabert (1832) i Jaszczur (1831). W tym okresie Balzac rozpoczął plany nad zorganizowaniem swoich prac w cykl powieści podzielony na części odpowiadające różnym aspektom życia we Francji na początku XIX w. Nadał mu nazwę Komedia ludzka.

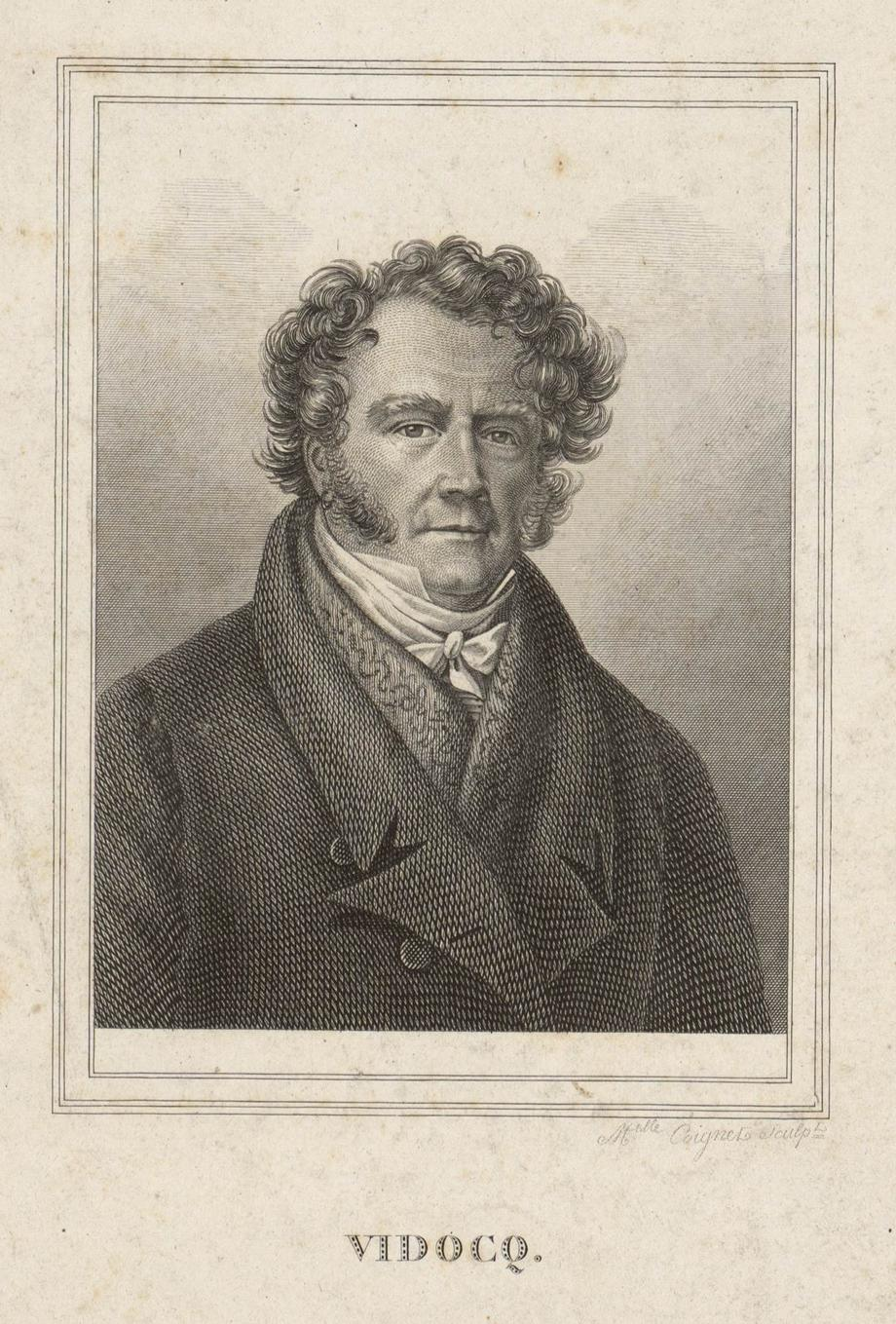
Francuski awanturnik Eugène-François Vidocq był inspiracją dla postaci Vautrina z Ojca Goriota.

Jednym z tych aspektów, który fascynował Balzaca, było zbrodnicze życie. Zimą 1828-29 Eugène-François Vidocq opublikował swoje wspomnienia opisujące przestępstwa, których się dopuścił zanim rozpoczął pracę w służbie policyjnej. Balzac spotkał Vidocqa w kwietniu 1834 i użył go jako prototypu dla postaci Vautrina, której planował użyć w nowej powieści.

## Pisanie i publikacja
Latem 1834 Balzac rozpoczął pracę nad tragiczną historią o ojcu odrzuconym przez swoje córki. Zapiski z jego dziennika zawierają kilka niedatowanych linijek na temat fabuły – „Temat Starego Goriota – Dobry człowiek – średniej klasy pensjonat – 600 franków dochodu – zrujnował się dla swoich córek mających po 50000 franków dochodu – umiera jak pies”. Pierwszy szkic Ojca Goriota napisał jesienią w 40 dni. Był on publikowany w odcinkach w Revue de Paris od grudnia do lutego. Jako powieść Ojciec Goriot został wydany w marcu 1835 przez dom wydawniczy Werdet. Druga edycja miała miejsce w maju. Najczęściej wznawiane trzecie wydanie opublikował Charpentier w 1839. Balzac, jak miał w zwyczaju, czynił liczne notatki na korektach otrzymanych od wydawców, dlatego późniejsze wydania jego powieści często znacznie różniły się od najwcześniejszych. W przypadku Ojca Goriota, zmienił kilka postaci w osoby z innych powieści, które napisał, i dodał całe akapity zapełnione nowymi szczegółami.
Postać Eugeniusza Rastignaca wystąpiła jako starzec we wczesnej filozoficzno-fantastycznej powieści Balzaca pt. Jaszczur. Podczas pisania pierwszego szkicu Ojca Goriota, Balzac nazwał bohatera „Massiac”, szybko potem zdecydował jednak użyć postaci z Jaszczura. Podobna zmiana spotkała inne postacie. Było to jego pierwsze zaplanowane użycie powtarzających się postaci, praktyka której złożoność i regularność występowania stały się charakterystyczne dla powieści pisarza.
W 1843 roku Balzac zaliczył Ojca Goriota do części Komedii ludzkiej zatytułowanej Sceny z życia paryskiego (Scènes de la vie parisienne). Krótko potem z powodu mocnego skupienia na prywatnym życiu bohaterów, przeklasyfikował książkę do części Sceny z życia prywatnego (Scènes de la vie privée). Opracowanie tych kategorii miało na celu stworzenie złożonego dzieła „opisującego całe społeczeństwo, zarysowującego je w jego ogromnej wrzawie”. Chociaż w tym czasie miał przygotowane tylko poprzedzające Komedię ludzką Studia obyczajowe (Études de Mœurs), Balzac starannie rozważał miejsce każdej powieści w projekcie i często modyfikował jego strukturę.

## Treść utworu
Powieść rozpoczyna się rozbudowanym opisem Maison Vauquer, pensjonatu mieszczącego się przy paryskiej ulicy Neuve-Sainte-Geneviève, prowadzonego przez wdowę Madame Vaquer. Wśród jego mieszkańców znajdują się: student prawa Eugeniusz de Rastignac, tajemniczy propagandzista Vautrin i emerytowany producent makaronu Jan Joachim Goriot. Ten starszy mężczyzna często jest ofiarą żartów ze strony innych mieszkańców pensjonatu, którzy szybko odkrywają, że zbankrutował on, by wesprzeć swoje dwie dobrze wydane za mąż córki.
Rastignaca, który przeprowadził się do Paryża z południa Francji, pociąga klasa wyższa. Ma problemy z dopasowaniem się do niej, ale jest prowadzony przez swoją kuzynkę, wicehrabinę Madame de Beauséant. Rastignac zdobywa względy jednej z córek Goriota, Delfiny de Nucingen. W międzyczasie Vautrin próbuje przekonać go do zdobycia panny Wiktoryny Taillefer, której dostęp do rodzinnej fortuny blokuje jedynie brat. Proponuje Rastignacowi otwarcie drogi przez zabicie brata w pojedynku.
Rastignac odmawia wzięcia udziału w realizacji planu, ale wysłuchuje lekcji Vautrina na temat Realpolitik wyższej warstwy. Wkrótce potem mieszkańcy pensjonatu odkrywają, że Vautrin to poszukiwany przez policję mistrz zbrodni znany jako Ołży-Śmierć (Trompe-la-Mort). Goriot, przeciwny tyrańskiej kontroli, jaką mąż sprawuje nad jedną z jego córek, Delfiną, sprzyja zainteresowanemu nią Rastignacowi. Wkrótce odkrywa, że nie może jej pomóc. Jego druga córka, Anastazja de Restaud, informuje go, że wyprzedawała rodzinne diamenty należące do jej męża, aby spłacić długi kochanka. Wtedy stary człowiek przepełniony zgryzotą z poczucia własnej niemocy doznaje udaru mózgu.
Vautrin aranżuje zabicie brata Wiktoryny w pojedynku. Wkrótce potem zostaje schwytany przez policję. Ani Delfina, ani Anastazja nie odwiedzają ojca przy łożu śmierci. Przed śmiercią Goriot wpada w gniew, widząc brak szacunku, jaki mu okazują. Na jego pogrzeb przybywa jedynie Rastignac, służący Krzysztof i dwie płaczki. Po krótkiej ceremonii Rastignac rzuca Paryżowi wyzwanie „Teraz się spróbujemy!” („À nous deux, maintenant!”).

## Styl
Styl Balzaka w Ojcu Goriot nosi znamiona wpływu amerykańskiego powieściopisarza Jamesa Fenimore’a Coopera i szkockiego pisarza Waltera Scotta. W wyobrażeniach Coopera o pierwotnych mieszkańcach Ameryki Balzac dojrzał ludzkie barbarzyństwo, które przetrwało próby ucywilizowania. W przemowie do drugiego wydania w 1835 Balzac pisze, że tytułowy Goriot – który dorobił się fortuny, sprzedając makaron podczas głodu – był „Illinoisem przemysłu mącznego” i „Huronim rynku zboża”. Vautrin określa Paryż jako „las Nowego Świata, gdzie dwadzieścia brutalnych plemion zderza się ze sobą” – kolejna oznaka wpływu Coopera.
Twórczość Scotta także oddziałała mocno na Balzaca, zwłaszcza jeśli chodzi o zastosowanie faktycznych zdarzeń z historii jako tła powieści. Chociaż historia nie jest głównym tematem w Ojcu Goriot, epoka ponapoleońska jest ważnym kontekstem, a drobiazgowe użycie przez Balzaca szczegółów pokazuje wpływ Scotta. We wprowadzeniu do Komedii ludzkiej z 1842 Balzac chwali Scotta jako „współczesnego trubadura”, który „ożywił [literaturę] duchem przeszłości”. W tym samym czasie Balzac oskarżył szkockiego pisarza za romantyzowanie historii i próbował odznaczyć swoje prace bardziej zrównoważoną wizją ludzkiej natury.

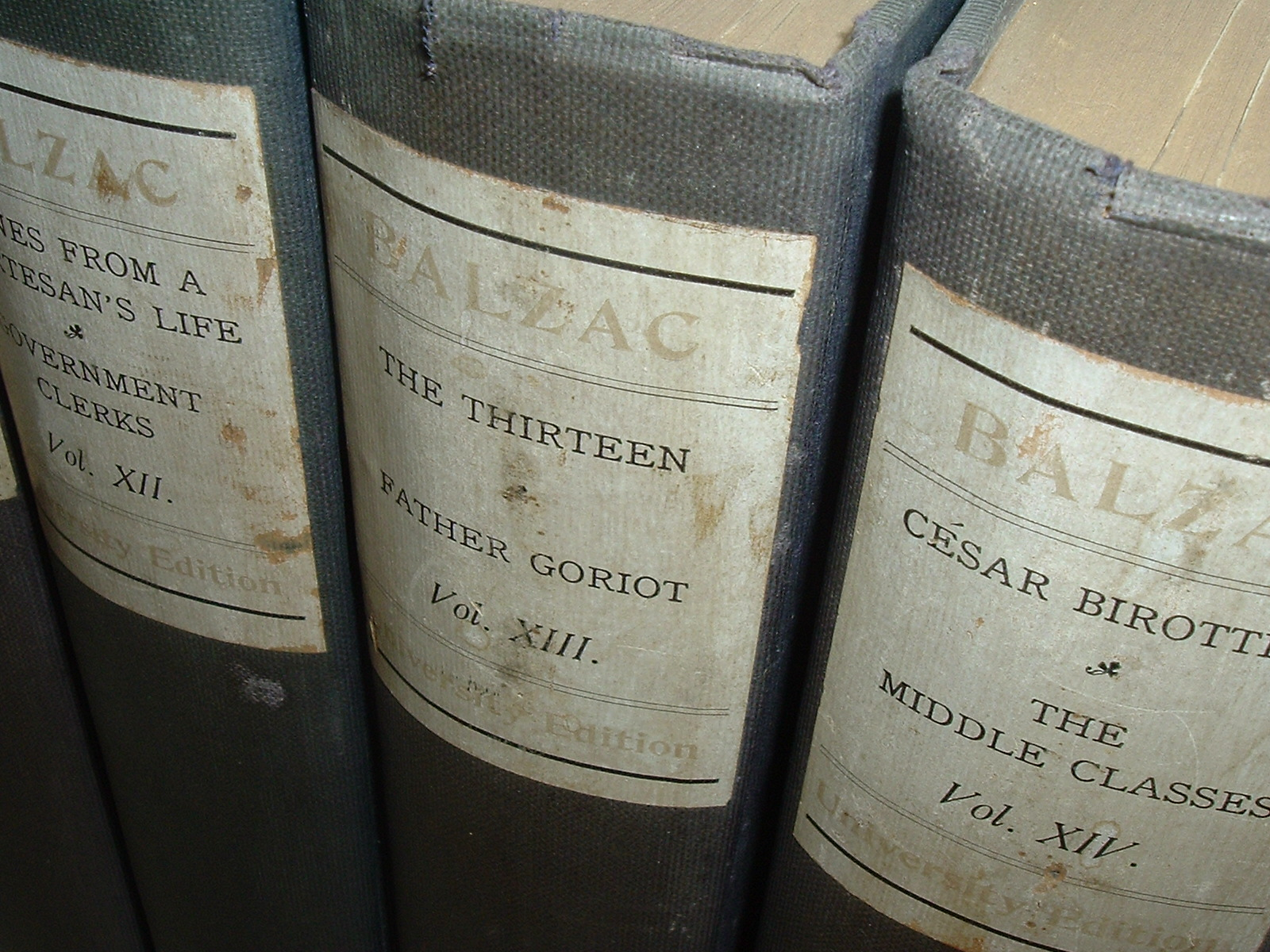
Wydanie dzieł Balzaka z 1901, zawierające Ojca Goriota

Chociaż powieść często jest opisywana jako „zagadkowa”, nie jest przykładem powieści kryminalnej ani detektywistycznej. Zamiast tego centralna intryga jest początkiem cierpień i skłania do nietypowych zachowań. Postacie pojawiają się we fragmentach, z krótką sceną zawierającą drobne wskazówki na temat ich tożsamości. Przykładowo Vautrin wślizguje się i wyślizguje z fabuły – oferując rady Rastignacowi, wyśmiewając Goriota, wręczając łapówkę służącemu Krzysztofowi, by być wpuszczonym po godzinach – zanim zostaje wyjawione, że jest kryminalistą. Tego wzoru postaci pojawiających się i znikających jakby przed lustrem Balzac używał powszechnie w Komedii ludzkiej.
Ojciec Goriot jest również określany jako bildungsroman, gdzie naiwna młoda osoba dojrzewa, ucząc się sposobów postępowania w świecie. Rastignac jest instruowany przez Vautrina, Madame de Bauséant, Goriota i innych o prawdzie na temat paryskiego społeczeństwa i wymogów na drodze do sukcesu. Jako everyman początkowo czuje odrazę do okropnych realiów kryjących się pod pozłacaną grą pozorów społecznych, jednak ostatecznie przystaje na nie. Odsuwając na bok swój pierwotny cel ukończenia studiów prawniczych, włącza się w pościg za pieniędzmi i kobietami jako narzędziami do osiągnięcia awansu społecznego. W pewien sposób odbija się tu własna edukacja społeczna Balzaca i jego niesmak, którego nabrał wobec prawa po trzech latach studiowania go.

### Powtarzające się postacie
Ojciec Goriot zaznacza się jako ważny, wczesny przykład użycia cechy wyróżniającej twórczość Balzaca – powtarzających się bohaterów. Postacie z wcześniejszych powieści pojawiają się w późniejszych pracach, zwykle podczas znacznie odmiennego okresu życia. Zadowolony efektem osiągniętym przez ponowne przywołanie Rastignaca, Balzac zawarł w pierwszym wydaniu Ojca Goriot 23 powtórzone postacie. Podczas poprawek do dalszych wydań, ta liczba wzrosła do 48. Chociaż Balzac użył tej techniki już wcześniej, postacie zawsze pojawiały się ponownie w pomniejszych rolach, jako niemal identyczne wersje tych samych ludzi. Obecność Rastignaca po raz pierwszy w twórczości Balzaca ujawnia toczącą się w tle historię, podczas której postać się rozwija.
Balzac eksperymentował z tą metodą w ciągu 30 lat pracy nad Komedią ludzką. Umożliwiło to głęboką charakteryzację postaci przez wykroczenie poza prostą narrację i dialog. „Kiedy postać powraca”, pisze krytyk Samuel Rogers, „nie zjawia się znikąd; przybywa ze swego prywatnego życia, którego biegu przez pewną przerwę nie mogliśmy śledzić”. Chociaż złożoność żyć bohaterów musiała nieuchronnie doprowadzić Balzaka do błędów w chronologii i pewnych niekonsekwencji, te uchybienia są drobne w całościowym zakresie projektu. Dla czytelników częściej problemem jest ogromna liczba ludzi występujących w świecie Balzaca i poczucie pozbawienia postaci ważnego dla nich kontekstu. Autor powieści detektywistycznych, Arthur Conan Doyle, powiedział, że nigdy nie próbował czytać Balzaca, bo „nie wiedział, gdzie zacząć”.
Ten wzorzec ponownego użycia bohaterów miał następstwa dla fabuły Ojca Goriota. Baron de Nucingen występuje ponownie w Banku Nucingena (1837). Wychodzi wtedy na jaw, że romans jego żony z Rastignakiem był zaplanowany i sterowany przez samego barona. Ten nowy szczegół rzuca poważne światło na postępowanie wszystkich trzech postaci na kartach Ojca Goriota. Jest uzupełnieniem rozwoju ich historii w późniejszej powieści.

### Realizm
Balzac stworzył drobiazgowy, wypełniony szczegółami opis pensjonatu pani Vauquer, jego mieszkańców i otaczającego świata. Ta technika zapewniła mu tytuł ojca powieści realistycznych. Detale są skupione głównie na opisie nędzy pensjonariuszy. O wiele mniej złożone są opisy bogatszych domów. Pokoje pani de Beauséant są opisane jedynie skąpo, a rodzina Nucingenów żyje w domu tylko krótko naszkicowanym.
Na początku powieści Balzac oznajmia po angielsku „All is true” („wszystko to prawda”). Chociaż postacie i sytuacje są fikcyjne, zawarte szczegóły i ich wierność realiom życia w ówczesnym Paryżu wiarygodnie oddają świat pensjonatu pani Vauquer. Rue Neuve-Sainte-Geneviève (gdzie mieści się budynek) prezentuje „ponury wygląd domów, sugestię do więzienia między wysokimi murami ogrodów”. Wnętrze budynku jest starannie opisane, od zaniedbanego salonu, do okrywających ściany przedstawień uczt – ironiczna dekoracja w domu znanym z marnego jedzenia. Balzac zawdzięczał ten drugi szczegół obeznaniu jego przyjaciela Hiacynta de Latouche, który miał doświadczenie w tapetowaniu. Budynek jest określony nawet przez swój odpychający zapach, charakterystyczny dla podrzędnego pensjonatu.

## Tematyka

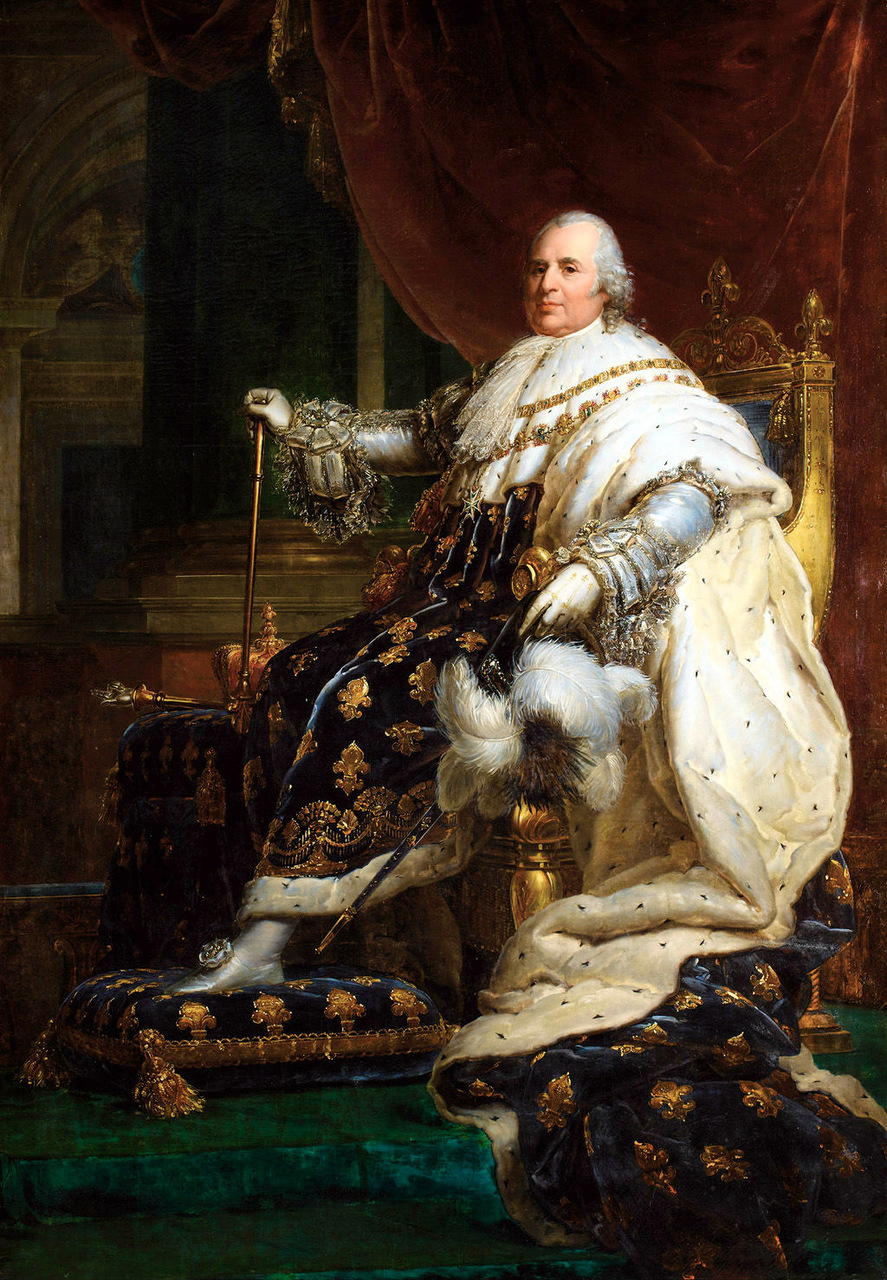
Karta Konstytucyjna Ludwika XVIII stworzyła prawną strukturę zdominowaną przez bogactwo i jest kontekstem dla poczynań Rastignaka w Ojcu Goriot.

### Uwarstwienie społeczne
Jednym z głównych tematów w Ojcu Goriot jest analiza systemu klas społecznych i dróg awansu społecznego. Karta Konstytucyjna Ludwika XVIII ustanowiła „prawne państwo”, które przyznawało prawo głosu tylko małej grupie najbogatszych obywateli. Wysiłki Rastignaca w celu zapewnienia sobie statusu są więc nie tylko dowodem jego osobistych ambicji, ale pragnienia wzięcia aktywnego udziału w życiu politycznym. Rastignac i bohaterowie Scotta uosabiają swoimi wypowiedziami i czynami Zeitgeist czasu, w którym żył.

Balzac obnaża darwinizm społeczny. W szczególnie bezceremonialnej mowie, pani de Beauséant mówi Rastignacowi: 

Im zimniej będziesz obliczał, tym dalej zajdziesz. Uderzaj bez litości, będą się ciebie bali. Bierz mężczyzn i kobiety jedynie za konie pocztowe, choćby miały paść na stacji, dojdziesz w ten sposób do celu. Pojmujesz, nie będziesz niczym w tym świecie, jeśli nie znajdziesz kobiety, która by się tobą zajęła. Musi być młoda, bogata, wytworna. Ale jeżeli masz prawdziwe uczucie, ukryj je jak skarb; nie pozwól się go nigdy domyślić, byłbyś zgubiony. Nie byłbyś już katem, stałbyś się ofiarą. Jeśli kiedykolwiek pokochasz, strzeż pilnie tego sekretu.

Takie stanowisko jest rozszerzone przez Vautrina, który mówi Rastignacowi: „Tajemnicą wielkich fortun bez jawnego źródła jest zawsze jakaś zbrodnia, zapomniana, bo wykonano ją schludnie”. To zdanie było często – i w pewien sposób niewłaściwie – parafrazowane jako „Za wielką fortuną zawsze stoi wielka zbrodnia”.

### Wpływ Paryża
Reprezentanci uwarstwienia społecznego w powieści są specyficzni dla Paryża, prawdopodobnie najgęściej zaludnionego miasta Europy w tamtym czasie. Rastignac nieustannie przemieszcza się między jedynie kilkoma miejscami, dzięki temu czytelnik jest zabierany w niezmiernie różne światy, wyróżniające się głównie klasą, do której należą jego mieszkańcy. Paryż podczas restauracji Burbonów był podzielony na odrębne części. Trzy z nich odgrywają ważną rolę w Ojcu Goriot: arystokratyczny obszar wokół Bulwaru Saint-Germain, od niedawna ekskluzywne okolice Rue de la Chaussée-d’Antin oraz podniszczony rejon na wschodnim zboczu Góry Świętej Genowefy.
Te dzielnice służą Rastignacowi jako mikroświaty, które pragnie opanować. Vautrin tymczasem działa potajemnie, poruszając się między nimi niepostrzeżenie. Rastignac, jako naiwny młody człowiek z prowincji, poszukuje w tych światach nowego domu. Paryż daje mu szansę na zapomnienie obrazu odległej rodziny i przeobrażenie się na podobieństwo bezwzględnego miasta. Jego miejski exodus jest podobny do dokonanego przez wielu ludzi, którzy przenieśli się do francuskiej stolicy, podwajając jej populację między 1800 a 1830 rokiem. Budowa powieści ma więc nierozerwalny związek z miastem w którym jest osadzona jej akcja. „Paryż”, wyjaśnia krytyk Peter Brooks, „ze swoją niepokojącą obecnością nadaje powieści jej szczególny wyraz”.

### Rozkład moralny
Rastignac, Vautrin i Goriot reprezentują jednostki zepsute przez ich żądze. W swoim pragnieniu awansu, Rastignac został przyrównany do Fausta, z Vautrinem jako Mefistofelesem. Krytyk Pierre Barbéris nazywa wykład Vautrina dany Rastignacowi „jednym z najświetniejszych fragmentów Komedii ludzkiej i niewątpliwie całej literatury światowej”. Gwałtowne zmiany w społeczeństwie francuskim zapewniły Vautrinowi pole działania dla opracowania ideologii opartej wyłącznie na rozwoju osobistym. Zachęca on Rastignaca do pójścia w jego ślady.
Jednak to struktura społeczna ostatecznie przytłacza duszę Rastignaca – Vautrin jedynie objaśnia metody i przyczyny. Chociaż Rastignac odrzuca ofertę Vautrina dotyczącą zabójstwa, ulega brutalnym zasadom na których opiera się elita społeczeństwa. Przy końcu powieści, mówi swojemu przyjacielowi, Bianchonowi: „Ja jestem w piekle i muszę w nim pozostać.”
Podczas gdy Rastignac pragnie bogactwa i statusu społecznego, Goriot tęskni jedynie za miłością swoich córek – jest to tęsknota granicząca z bałwochwalstwem. Jego córki są szczęśliwe biorąc od niego pieniądze, bo jest to burżuazyjne bogactwo osiągnięte przez handel, a nie arystokratyczną akumulację pierwotną, ale chcą widzieć się z nim tylko na osobności. Nawet gdy Goriot jest już na skraju śmierci pod koniec powieści, sprzedaje swoje ostatnie własności dla sfinansowania potrzeb córek.

### Stosunki rodzinne
Relacje między członkami rodziny podążają w książce dwoma schematami: więzi małżeńskie służą głównie jako makiawelistyczny środek do zdobycia zaszczytów i środków finansowych, podczas gdy zobowiązania starszego pokolenia wobec młodszego przyjmuje formę poświęcenia i wyzbycia się aż do własnego niedostatku. Delfina jest uwięziona w pozbawionym miłości małżeństwie z baronem Nucingenem, bankierem z talentem do interesów. Jest on świadomy pozamałżeńskich romansów żony i używa ich jako środka do wymuszania od niej pieniędzy. Zaś mąż Anastazji, hrabia de Restaud, mniej troszczy się o nieprawe dzieci żony niż o biżuterię, którą ta sprzedaje, by utrzymać kochanka. De Restaud naciąga ją, Rastignac jednak dowiaduje się, że to dość popularna praktyka w Paryżu. Takie przedstawienie małżeństwa jako narzędzia władzy odzwierciedla szorstką rzeczywistość niestałych struktur społecznych tamtych czasów.

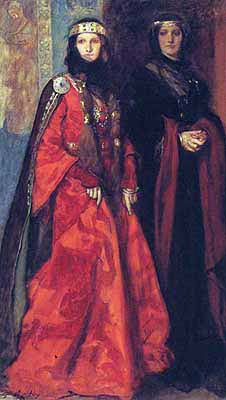
Balzac został oskarżony o splagiatowanie sztuki Szekspira Król Lear z powodu podobieństwa postaci córek Goriota, Anastazji i Delfiny, do dzieci Leara, Goneryli i Regany (przedstawione tu na obrazie Edwina Austina Abbeya z 1902).

Rodzice za to oddają się nieskończenie swoim dzieciom. Goriot poświęca wszystko dla swoich córek. Balzac przypisuje mu w powieści tytuł „Chrystusa ojcostwa” za jego stałe cierpienia z powodu dzieci. To że zapominają o nim, zagubione w pogoni za statusem społecznym, tylko zwiększa jego cierpienia. Koniec książki zawiera kontrast Goriota będącego na łożu śmierci z uroczystym balem organizowanym przed Madame de Beauséant z udziałem jego córek i Rastignaca. Jest to sugestia istnienia zasadniczego rozłamu między społeczeństwem a rodziną.
Zdrada córek Goriota jest często porównywana do tej popełnionej przez postacie Króla Leara Szekspira. Balzac został nawet oskarżony o plagiat, kiedy powieść została wydana po raz pierwszy. Roztrząsając te podobieństwa, krytyk George Saintsbury stwierdza, że córki Goriota to „niewątpliwe ojcobójczynie, tak jak [córki Leara] Goneryla i Regana”. Jak wskazuje Herbert J. Hunt w swojej książce Komedia ludzka Balzaka, historia ojca Goriot jest jednak w pewien sposób tragiczniejsza, bo „miał Reganę i Gonerylę, ale żadnej Kordelii”.
Rodzina Rastignaca również w dużym stopniu poświęca się dla niego. Pewny, że nie osiągnie znaczącej pozycji w Paryżu bez wystawnego trybu życia, pisze do rodziny i prosi ją o przesłanie mu pieniędzy: „Droga mamo, sprzedaj kilka starych klejnotów, odkupię Ci je rychło”. Członkowie rodziny spełniają jego prośby, lecz chociaż nie jest to opisane bezpośrednio w powieści, w efekcie przeżywają poważne trudności. Nieobecni podczas jego pobytu w Paryżu, stają się mimo swego poświęcenia jeszcze odleglejsi. Goriot i Vautrin oferują ze swojej strony iście ojcowską pomoc, ale na końcu powieści nie ma ich już i Rastignac zostaje sam.

## Przyjęcie i spuścizna
Ojciec Goriot uznawany jest za największe dzieło Balzaka, a istotę jego późniejszego wpływu na literaturę francuską znakomicie oddaje stwierdzenie Féliciena Marceau: „Wszyscy jesteśmy dziećmi Ojca Goriota”. Brooks wskazuje na „idealność formy, oszczędność środków i celów”, podczas gdy Martin Kanes w swojej książce Le Pére Goriot: Anatomy of a Troubled World (Ojciec Goriot: Anatomia Trudnego Świata) opisuje powieść jako „filar Comédie humaine (Komedii ludzkiej)”. Jest ona również głównym przedmiotem obszernego studium Antony’ego Pugha, Balzac’s Recurring Characters (Powracający bohaterowie Balzaka), którego całe rozdziały poświęcone są dziejom pensjonatu pani Vauquer. Powieść Balzaka, jako nieodłączny element wszelkich studiów o literaturze francuskiej, tłumaczono wielokrotnie na różne języki; w tej kwestii polski przekład autorstwa Tadeusza Boya-Żeleńskiego wpisuje się do kanonu jego znakomitych tłumaczeń tekstów francuskich.